# Kia Stonic
Kia Stonic — компактний кросовер від корейського виробника автомобілів Kia.

## Опис

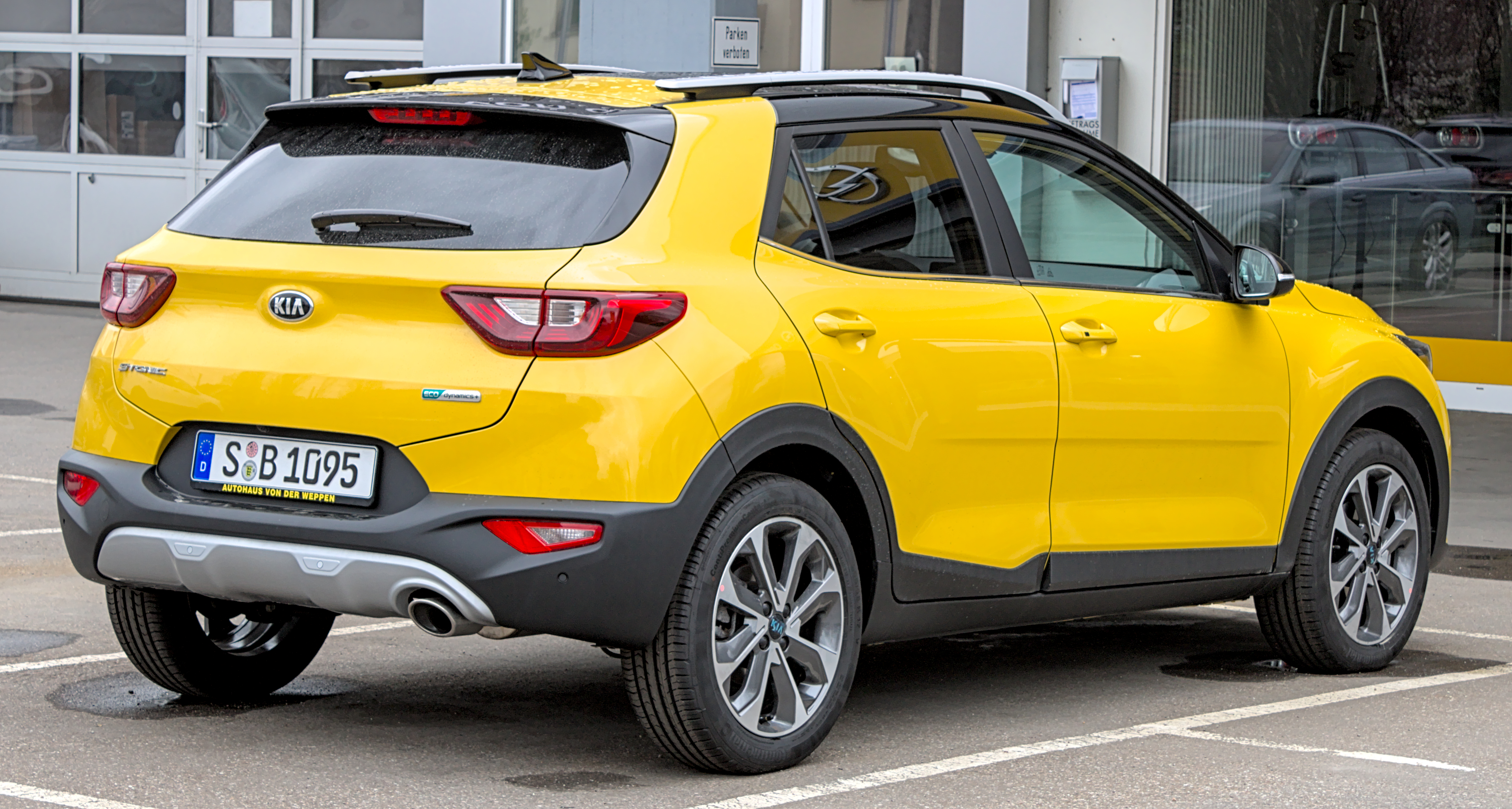
Kia Stonic

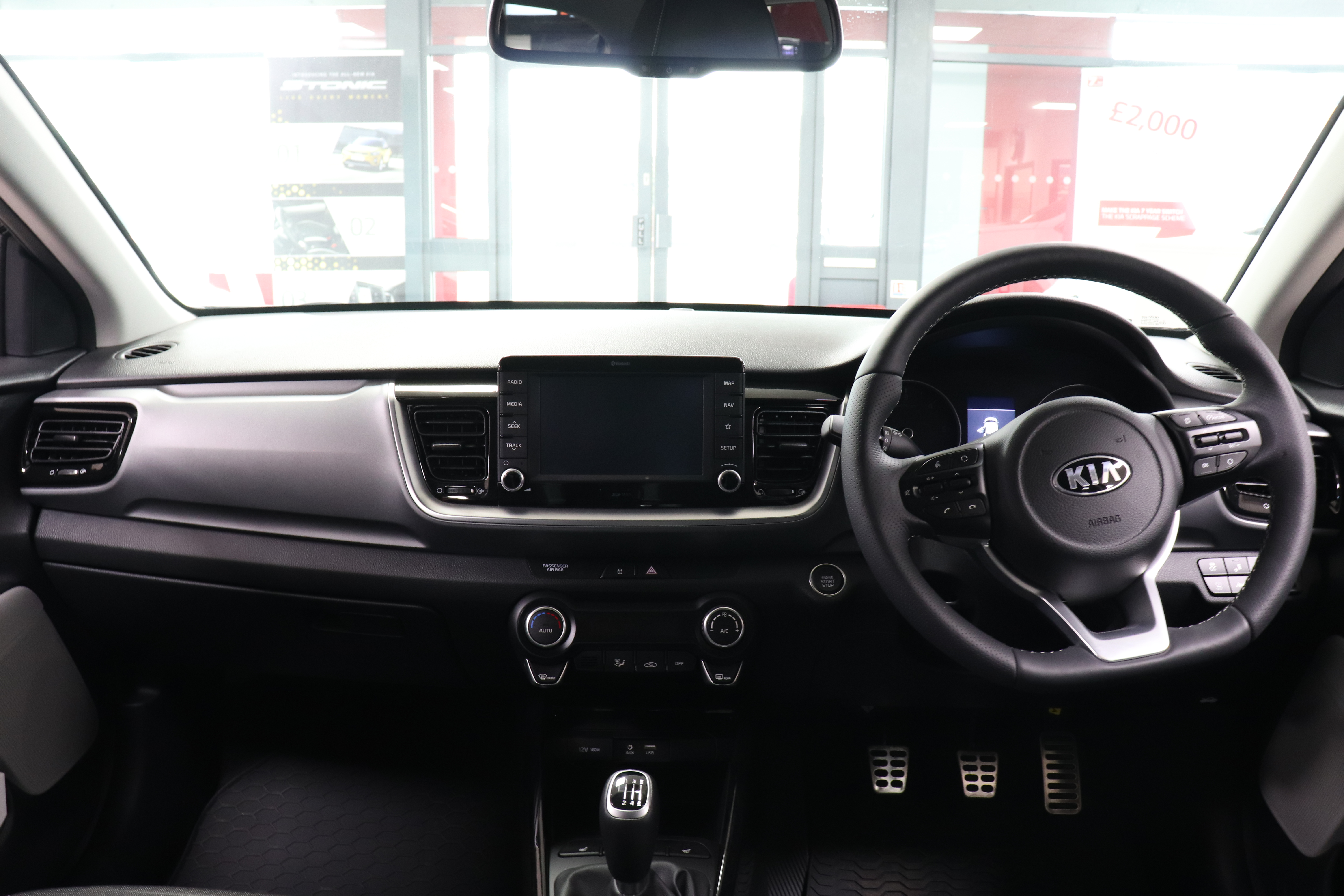
Салон Kia Stonic

Автомобіль представлений 20 червня 2017 року, а публічний дебют відбувся на автосалоні в Франкфурті в вересні 2017 року. Продажі почнуться в 30 вересня того ж року.
Назва п'ятимісного автомобіля є штучним словом і складається з поєднання слів speedy («швидкісний») і tonic («тонізуючий»).
Автомобіль збудовано на платформі Hyundai-Kia GB, що й Hyundai i20 (GB), Kia Rio (YB) та новий кросовер Hyundai Kona. Кузов новинки на 51% зроблений з високоміцної сталі, яку концерн Hyundai-KIA виробляє самостійно. Спереду - підвіска McPherson, ззаду - балка, що скручується. Повний привід не передбачений.
Двоколірне забарвлення кузова дозволить клієнтам вибрати один з 20 можливих варіантів. Обсяг багажника дорівнює 352 л.
Навіть в найпростішій версії мультимедійна система підтримує інтерфейси Android Auto і Apple CarPlay, а в якості опції доступні камера заднього виду і навігація. Також Stonic можна укомплектувати Однозонна клімат-контролем, триступінчатим підігрівом сидінь, «круїзом» і шкіряним оздобленням крісел.
В автомобілі є цілий комплекс електронних асистентів - система автоматичного гальмування, моніторинг розмітки з утриманням в смузі, стеження за мертвими зонами і автоматичне перемикання з дальнього світла фар на ближній.

## Двигуни
Бензинові
- 1.0 л Kappa II turbo GDI I3 120 к.с.
- 1.25 л Kappa II MPI I4 84 к.с.
- 1.4 л Gamma MPI I4 100 к.с.

Дизельний
- 1.6 л U-Line CRDi I4 110 к.с.